# Sociedad de Artistas Estadounidenses

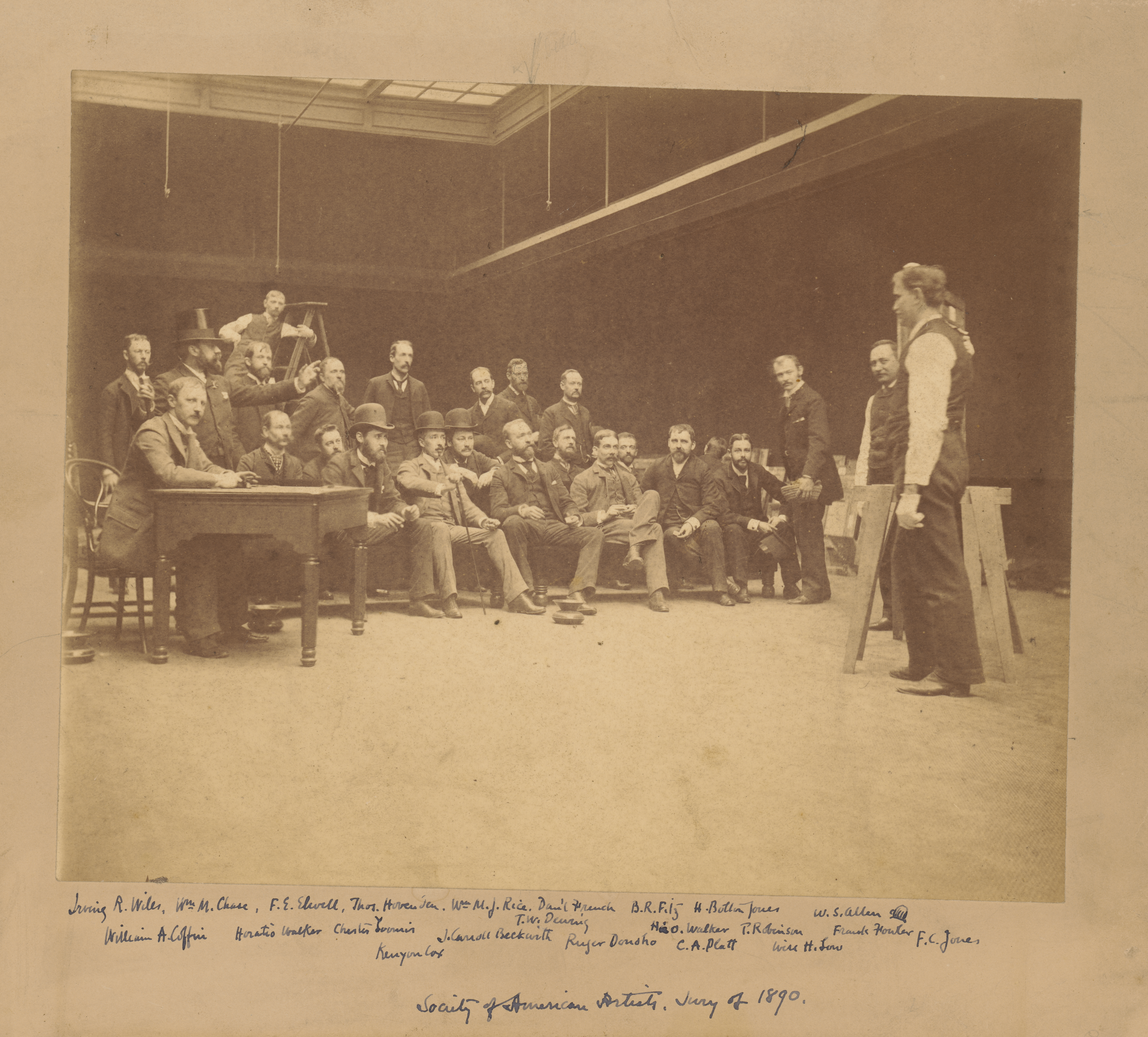
Sociedad de Artistas Estadounidenses, Jurado de 1890, artista desconocido. 1890.

La Sociedad de Artistas Estadounidense fue un grupo de artistas de Estados Unidos. Se creó en 1877 por artistas que consideraban que la Academia Nacional de Dibujo de Estados Unidos no satisfacía adecuadamente sus necesidades y que era demasiado conservadora.
El grupo comenzó a reunirse en 1874 en la casa de Richard Watson Gilder y de su esposa Helena de Kay Gilder. En 1877 se formó la Sociedad y a partir de se momento organizaron exposiciones de arte anuales. Helena de Kay Gilder, una de los fundadores, promovió la creación del grupo después de exponer una pintura en la exposición anual de la Academia Nacional de Dibujo, donde estudiaba, y haber recibido una ubicación pésima. Helena de Kay Gilder sentía que la ubicación dada a sus pinturas reflejaba la renuencia de la Academia a aceptar nuevas formas de arte. El grupo recibió el apoyo público de Clarence Cook, escritor y crítico de arte que escribía para el Daily Tribune, así como del hermano de Helena de Kay Gilder, Charles de Kay, que era columnista de arte y editor de The New York Times. Los periodistas fueron de gran ayuda para organizar el grupo y difundir su mensaje de ser una alternativa liberal a los grupos de artistas tradicionales.
Entre sus primeros miembros se encontraban el escultor Augustus Saint-Gaudens, cuyo trabajo había sido rechazado en una exposición de la Academia Nacional en 1877, los pintores Walter Shirlaw, Robert Swain Gifford, Albert Pinkham Ryder, John La Farge, Julian Alden Weir, John Henry Twachtman y Alexander Helwig Wyant; y el diseñador y artista Louis Comfort Tiffany. En 1897, Laura Coombs Hills se convirtió en la primera pintora de miniaturas elegida de la Sociedad de Artistas Estadounidenses (y una de las pocas mujeres). Finalmente la mayor parte de los artistas más conocidos de la época se unió al grupo, manteniendo muchos de ellos una doble afiliación con la Academia Nacional. 
El ciclo de conservadores - progresistas se repitió en 1897 cuando el grupo de los Diez Pintores Americanos se separó de la Sociedad de Artistas Estadounidenses. La Sociedad finalmente, se fusionó con la Academia Nacional en 1906. 